# A Kind of Magic (Lied)
A Kind of Magic ist ein Rocksong der britischen Band Queen. Er erschien auf dem gleichnamigen Album und wurde daraus am 17. März 1986 als zweite Single nach One Vision ausgekoppelt. Das Stück war zwar 11 Wochen in den Billboard Hot 100, erreichte aber nur Platz 42, jedoch Top-Positionen in vielen anderen Ländern, so Platz drei in Großbritannien, wo es ebenfalls 11 Wochen in den Charts war und Platz sechs in Deutschland, wo es 22 Wochen lang in den Charts war. Das Stück gehört auch zum Soundtrack des Films Highlander.

## Geschichte
Die früheste bekannte Version des Liedes, aus dem letztendlich A Kind of Magic wurde, hat noch einen deutlich anderen Text, der vom Benefizkonzert Live Aid inspiriert wurde, auf dem Queen 1985 aufgetreten waren. Eine abgewandelte Fassung dieses ursprünglichen Textes wurde später für das Lied One Vision vom selben Album verwendet.
Der Satz “It’s a kind of magic” („es ist eine Art Magie“) wird im Film von Christopher Lambert verwendet, was Roger Taylor dazu inspirierte, den kompletten Text des Liedes auf den Filminhalt zu beziehen. Weitere Anspielungen auf den Film sind die Textzeilen “one prize, one goal”, “no mortal man can win this day” oder “there can be only one” („es kann nur einen geben“, der Untertitel des Films). Die erste „finale“ Version des Liedes, die der Vorstellung Roger Taylors entsprach, war erstmals im Abspann des Films „Highlander“ zu hören. Da zum Film kein offizieller Soundtrack veröffentlicht wurde (das Queen-Album A Kind of Magic kommt einem solchen am nächsten), war diese Version lange Zeit nicht auf einem offiziellen Tonträger erhältlich. Sowohl die frühe Demoversion (unter dem Titel A Kind of Vision) als auch die Highlander Version von A Kind of Magic wurden erstmals 2011 auf einer Extra-EP zur Wiederveröffentlichung des Albums veröffentlicht.
Freddie Mercury fügte Taylors Stück die markante Basslinie hinzu und arrangierte den Song um. Mercury produzierte diese neue Version dann mit David Richards. Diese Fassung wurde als Single und auf dem Album veröffentlicht und auch für das zugehörige Musikvideo verwendet.
Auf der CD-Version des Albums ist noch eine weitere Version des Stückes als Bonustrack enthalten, der A Kind of “A Kind Of Magic” genannt wurde.

## Aufführung
Auf der Magic Tour, Queens letzter in Originalbesetzung, wurde das Stück oft gespielt. Wie für Queens Liveauftritte üblich, ist diese Version deutlich gitarrenlastiger als die Studiofassung. Auf der späteren Rock the Cosmos Tour übernahm Roger Taylor dann den Gesang.

## Besetzung
- Freddie Mercury: (Hintergrund-) Gesang, Synthesizer
- Brian May: E-Gitarre
- Roger Taylor: Schlagzeug, Percussion, Drum Machine, Synthesizer, Hintergrundgesang
- John Deacon: Bass

## Charts und Chartplatzierungen
| ChartsChartplatzierungen     | Höchstplatzierung | Wochen/ Monate |
| ---------------------------- | ----------------- | -------------- |
| Deutschland (GfK)            | 6 (22 Wo.)        | 22 Wo.         |
| Österreich (Ö3)              | 12 (4 Mt.)        | 4 Mt.          |
| Schweiz (IFPI)               | 4 (15 Wo.)        | 15 Wo.         |
| Vereinigtes Königreich (OCC) | 14 (12 Wo.)       | 12 Wo.         |

| ChartsJahrescharts (1986) | Platzierung |
| ------------------------- | ----------- |
| Deutschland (GfK)         | 94          |
| Schweiz (IFPI)            | 17          |

## Auszeichnungen für Musikverkäufe
| Land/Region                  | Auszeichnungen für Musikverkäufe (Land/Region, Auszeichnung, Verkäufe) | Verkäufe |
| ---------------------------- | ---------------------------------------------------------------------- | -------- |
| Brasilien (PMB)              | Platin                                                                 | 60.000   |
| Dänemark (IFPI)              | Gold                                                                   | 45.000   |
| Italien (FIMI)               | Gold                                                                   | 25.000   |
| Spanien (Promusicae)         | Gold                                                                   | 30.000   |
| Vereinigtes Königreich (BPI) | Platin                                                                 | 600.000  |
| Insgesamt                    | 3× Gold · 2× Platin ·                                                  | 760.000  |

Hauptartikel: Queen (Band)/Auszeichnungen für Musikverkäufe